# Orgile din Transilvania
Orgile din Transilvania este un film românesc din 1982 regizat de Doru Segall.